# Liste des cathédrales d'Uruguay
Cet article recense les cathédrales d'Uruguay.

## Liste
- Cathédrale Notre-Dame-de-Guadalupe, à Canelones
- Cathédrale métropolitaine de Montevideo, à Montevideo
- Cathédrale Saint-Jean-Baptiste de Salto, à Salto
- Cathédrale-basilique Saint-Joseph, à San José de Mayo